# Campeonato de Marrocos de Ciclismo em Estrada
Os Campeonatos de Marrocos de Ciclismo em Estrada são organizados anualmente desde 2010 para determinar o campeão ciclista de Marrocos de cada ano, na modalidade.
O título é outorgado ao vencedor de uma única prova, na modalidade de contrarrelógio individual. O vencedor obtêm o direito de usar a maillot com as cores da bandeira de Marrocos até ao campeonato do ano seguinte, unicamente quando disputa provas contrarrelógio.
O corredor mais laureado é Essaïd Abelouache, com cinco vitórias.

## Palmarés
| Ano  | Vencedor                 | Segundo                  | Terceiro                 |
| 2002 | Adil Jelloul             |                          |                          |
| 2005 | Abdelati Saadoune        |                          |                          |
| 2006 | Abdelati Saadoune        | Adil Jelloul             | Brahim Misbah            |
| 2007 | Adil Jelloul             | Abdelati Saadoune        | Mouhssine Lahsaini       |
| 2008 | Adil Jelloul             | Driss Hnini              | Mohammed Said El Ammoury |
| 2009 | Adil Jelloul             | Abdelati Saadoune        | Mouhssine Lahsaini       |
| 2010 | Mohammed Said El Ammoury | Abdelati Saadoune        | Tarik Chaoufi            |
| 2011 | Adil Jelloul             | Essaïd Abelouache        | Abdelati Saadoune        |
| 2012 | Tarik Chaoufi            | Abdelati Saadoune        | Adnane Aarbia            |
| 2013 | Abdelati Saadoune        | Reda Aadel               | Adil Jelloul             |
| 2014 | Adil Jelloul             | Salaheddine Mraouni      | Tarik Chaoufi            |
| 2015 | Soufiane Haddi           | Essaïd Abelouache        | Mouhssine Lahsaini       |
| 2016 | Anass Aït El Abdia       | Mouhssine Lahsaini       | Soufiane Haddi           |
| 2017 | Essaïd Abelouache        | Abdeladim El Moutaouakke | Mohamed Nizar Essail     |